# Chaves (Pará)
Chaves es un municipio brasileño del estado del Pará. Se localiza a una latitud 00º09'36" sur y a una longitud 49º59'18" oeste, estando a una altitud de 6 metros. Su población estimada en 2004 era de 67.003 habitantes.
Posee un área de 13.084,879 km².
El municipio fue creado en 1755.